# José Manuel Albares
José Manuel Albares Bueno (/xoˈse maˈnwɛl alˈβaɾes ˈβweno/) est un diplomate et homme politique espagnol né le 22 mars 1972 à Madrid. Il est membre du Parti socialiste ouvrier espagnol (PSOE).
Après avoir mené une carrière au sein du corps diplomatique, il se rapproche en 2015 du secrétaire général du PSOE Pedro Sánchez, qui en fait son conseiller international après son accession au pouvoir en 2018. Il est nommé ambassadeur en France en 2020, puis ministres des Affaires étrangères en 2021, un poste pour lequel il avait été pressenti en 2019.

## Vie privée
José Manuel Albares Bueno naît le 22 mars 1972 à Madrid, dans une famille modeste du district d'Usera,. Il a été marié avec la juge française Hélène Davo et il est père de quatre enfants,.

## Formation et carrière professionnelle
José Manuel Albares est titulaire d'une licence en droit de l'université de Deusto et d'un diplôme de spécialité juridique et économique. Il est également diplômé en gestion culturelle à l'international de l'université Charles-III de Madrid.
Diplomate de carrière, il a notamment été consul général en Colombie et a travaillé au sein de la représentation permanente de l'Espagne auprès de l'Organisation de coopération et de développement économiques (OCDE), où il a occupé la vice-présidence du comité pour l'aide au développement (CAD).

## Parcours politique

### Conseiller de Pedro Sánchez
José Manuel Albares adhère au Parti socialiste ouvrier espagnol (PSOE) en 1999. En 2015, il est recruté par le secrétaire général Pedro Sánchez pour participer à l'élaboration du programme électoral du parti dans la perspective des élections générales de la fin de l'année.
Il est nommé en juin 2018 secrétaire général des Affaires internationales, de l'Union européenne et du G20 de la présidence du gouvernement après que Pedro Sánchez a accédé au pouvoir en juin 2018. Il joue alors le rôle de sherpa du chef de l'exécutif, participant à des négociations internationales comme celles liées au retrait du Royaume-Uni de l'Union européenne (Brexit).

### Ministre des Affaires étrangères
En 2019, le nom de José Manuel Albares est cité pour remplacer Josep Borrell comme chef de la diplomatie, mais le poste échoit finalement à Arancha González et lui-même est désigné comme ambassadeur d'Espagne à Paris.
Le 10 juillet 2021, Pedro Sánchez annonce un important remaniement ministériel à l'occasion duquel José Manuel Albares est nommé ministre des Affaires étrangères, de l'Union européenne et de la Coopération. Il aura notamment pour mission de rétablir les relations avec le royaume du Maroc, fortement dégradées par l'accueil quelques mois plus tôt sur le sol espagnol du secrétaire général du Front Polisario, Brahim Ghali.